# Katoda wtórna

Dynody w fotopowielaczu

Katoda wtórna (inaczej dynoda) – katoda wysyłająca elektrony, zwane wtórnymi, pod wpływem padających elektronów, zwanych pierwotnymi. Katoda wtórna stanowi ważny element wielu lamp próżniowych.
Dla zapewnienia małej pracy wyjścia katody wtórne wykonywane są głównie z metali alkalicznych, zasadniczo cezu i ich związków, między innymi ze srebrem, tlenem i antymonem.
Dla katod wtórnych podstawowym parametrem jest współczynnik powielenia. Mówi on ile elektronów wtórnych wybija jeden padający elektron pierwotny. Wynosi on przeciętnie 3 do 4 razy. Ten rodzaj katod jest używany głównie w fotopowielaczach, powielaczach elektronów, oraz w starszych typach lamp elektronowych – lampach o emisji wtórnej np. EEP1.